# BeePop
BeePop var en dansk popgruppe bestående af Stine Pagh, Heidi Degn, Karl Gade, Daniel Munk, Henrik Thomsen, Jakob Schantz og Ronnie Olesen.
Bandet slog igennem med radiohittet "Mangler dig nu" fra 1999. Herefter udgav de albummet Vejen Er Åben hvor Poul Halberg og Jan Sivertsen havde produceret nogle af numrene.
Jonas Krag og Klaus Kjellerup har fungeret som sangskrivere for gruppen.
BeePop medvirkede desuden på støttesangen "Selv en dråbe" fra 1999.

## Diskografi

### Album
- 1999 Vejen Er Åben
- 2000 BeePop

### Singler
- 1999 Mangler Dig Nu
- 2000 Kig Op